# Martinec Orehovički
 Martinec Orehovički  falu Horvátországban Krapina-Zagorje megyében. Közigazgatásilag Bedekovčinához tartozik.

## Fekvése
Zágrábtól 31 km-re északra, községközpontjától  6 km-re északnyugatra a Horvát Zagorje területén fekszik.

## Története
Szent Mártonnak szentelt kápolnáját már az 1379-es egyházlátogatás említi, de magát a települést csak 1639-ben említik először. Az 1665-ös és 1677-es egyházlátogatás a kápolnát nagyon réginek írja le. A kápolna körül temető is volt. Az 1677-es okirat már romosként említi, így 1694 és 1703 között a hívek adományaiból újat kellett építeni. A vizitátor szerint az új kápolna tágas, falazott épület. A bejárat felett fából épített tornyocska magasodik benne a haranggal. A vizitátor azt is megjegyzi, hogy a kápolna nincs jól megépítve, ezért rövidesen javításra szorult. 1726-ban a vizitátor megtiltotta a kápolna körüli temetkezést. 1742-ben az egész épületet megújították és új sekrestyét építettek hozzá, 1775-ben pedig új harangtorony épült. Két oltára volt Szent Mártonnak és Szent Györgynek szentelve és fából épített szószék is állt benne. A kápolna a mihovljani plébániához tartozott egészen az orehovici Szent László plébánia megalapításáig 1789-ig. A rossz állapotú kápolnát lebontották és 1990-ben azonos formában építették újjá.
1857-ben 265, 1910-ben 506 lakosa volt. Trianonig Varasd vármegye Zlatari járásához tartozott. A településnek 2001-ben 401 lakosa volt. 

## Nevezetességei
Szent Márton tiszteletére szentelt kápolnája 1990-ben épült a középkori kápolna helyén.

## Külső hivatkozások
- Bedekovčina község hivatalos oldala